# Juliusze
Juliusze (Iulii) – znaczący ród rzymski pochodzenia patrycjuszowskiego, wywodzący swe pochodzenie od Julusa, syna Eneasza.
- Sekstus Juliusz Cezar k.91
- Lucjusz Juliusz Cezar k.90
- Lucjusz Juliusz Cezar k.64
- Gajusz Juliusz Cezar Strabon
- Gajusz Juliusz Cezar p.92
- Gajusz Juliusz Cezar (Gaius Iulius Caesar) – dyktator
- Oktawian August (Gaius Iulius Caesar Octavianus Augustus) – cesarz
- Kaligula (Gaius Iulius Caesar Caligula) – cesarz
- Gajusz Juliusz Cezar (Gaius Iulius Caesar) – wnuk Augusta
- Lucjusz Juliusz Cezar (Lucius Iulius Caesar) – wnuk Augusta

## Sekstus Juliusz Cezar k.91
Sekstus Juliusz Cezar (Sextus Iulius Caesar) – polityk rzymski początku I w. p.n.e. Brat Gajusza Juliusza Cezara, stryj Cezara dyktatora. Pretor w 94 p.n.e. ; konsul w 91 p.n.e. Na początku wojny ze sprzymierzeńcami przegrał bitwę z Samnitami i zmarł w czasie oblężenia Asculum.

## Lucjusz Juliusz Cezar k.90
Lucjusz Juliusz Cezar (Lucius Iulius Caesar) – polityk rzymski początku I w. p.n.e. W 100 p.n.e. zamieszany w upadek trybuna ludowego Lucjusza Appulejusza Saturnina. Został pretorem w 95 p.n.e. pomimo niesprawowania wcześniej ani kwestury ani edylatu. W 94 p.n.w. namiestnik prowincji Macedonia.; konsul w 90 p.n.e. Jako konsul odniósł zwycięstwo nad Samnitami. Z jego inicjatywy uchwalono prawo Lex Iulia nadające obywatelstwo tym Italikom, którzy pozostali wierni Rzymowi w czasie wojny ze sprzymierzeńcami. Prawo to i uchwalone w następnym roku Lex Plautia Papiria, przyznające obywatelstwo tym, którzy złożą broń, pozwoliło Rzymianom opanować sytuację. W 88 p.n.e. Lucjusz został cenzorem, odpowiedzialnym m.in. za przydział nowych obywateli do odpowiednich tribus. W 87 po wyruszeniu Sulli na wojnę z Mitrydatesem Rzym został opanowany przez siły Mariusza i Cynny. Doszło do masowych rzezi obywateli miasta. Ofiarami walk ulicznych stali się też Lucjusz Juliusz Cezar i jego brat Gajusz.
Ojciec Lucjusza konsula w 64 p.n.e. i Julii, matki Marka Antoniusza.

## Lucjusz Juliusz Cezar k.64
Lucjusz Juliusz Cezar (Lucius Iulius Caesar) – polityk rzymski w I w. p.n.e. Syn Lucjusza Juliusza Cezara, konsula w 90 p.n.e. Kwestor w 77 p.n.e. w Azji; pretor prawdopodobnie w 67 p.n.e.; konsul w 64 p.n.e.; cenzor w 61 p.n.e., legat Cezara w Galii Narbońskiej w 52. Po zabójstwie Cezara początkowo sojusznik Marka Antoniusza by w 43 zerwać z nim. Od proskrypcji uratowało go wstawiennictwo Julii, jego siostry a matki Antoniusza. Zmarł po 43 p.n.e.

## Gajusz Juliusz Cezar Strabon
Gajusz Juliusz Cezar Strabon (Gaius Iulius Caesar Strabo) zwany też Vopiscus, brat Lucjusza. Karierę polityczną rozpoczął od udziału w komisji wprowadzającej w życie ustawę agrarną Lucjusza Apulejusza Saturninia. W 99 p.n.e. został najwyższym kapłanem (pontifex maximus) a w 96 p.n.e. sprawował urząd kwestora. W 90 p.n.e., gdy jego brat był konsulem objął urząd edyla. W 87 w czasie masowych rzezi obywateli miasta dokonanych przez zwolenników Mariusza i Cynny poniósł śmierć wraz z bratem Lucjuszem. Starbon był również pisarzem i mówcą. Chwali go Cyceron w swoim dziele De oratore.

## Gajusz Juliusz Cezar p.92
Gajusz Juliusz Cezar (Gaius Iulius Caesar) – ojciec dyktatora Cezara i pradziadek cesarza Augusta. Kariera polityczna Gajusza nie była zbyt imponująca. W 99 lub 98 p.n.e. sprawował kwesturę a w 92 p.n.e. był pretorem. W roku następnym sprawował namiestnictwo prowincji Azji wzbogacając się znacznie. Zwycięstwo Sulli nad stronnictwem Mariusza, który był mężem siostry Gajusza oznaczało koniec kariery politycznej tego ostatniego. Zmarł śmiercią naturalną w 85 p.n.e. w Pizie.
Potomkowie:
1x: Aurelia Kotta (córka Lucjusza Aureliusza Kotty)
- Gajusz Juliusz Cezar
- Julia Starsza (Iulia Maior)
  - Kwintus Pediusz (Quintus Pedius)
  - Lucjusz Pinariusz (Lucius Pinarius)
- Julia Młodsza (Iulia Minor) 1x: Marek Atiusz Balbus
  - Atia Starsza (Atia Maior) 1x:Gajusz Oktawiusz
    - August, cesarz
    - Oktawia Młodsza